# School 1888

School 1888 um 1900 nach Anbau von Johannes Scheurman

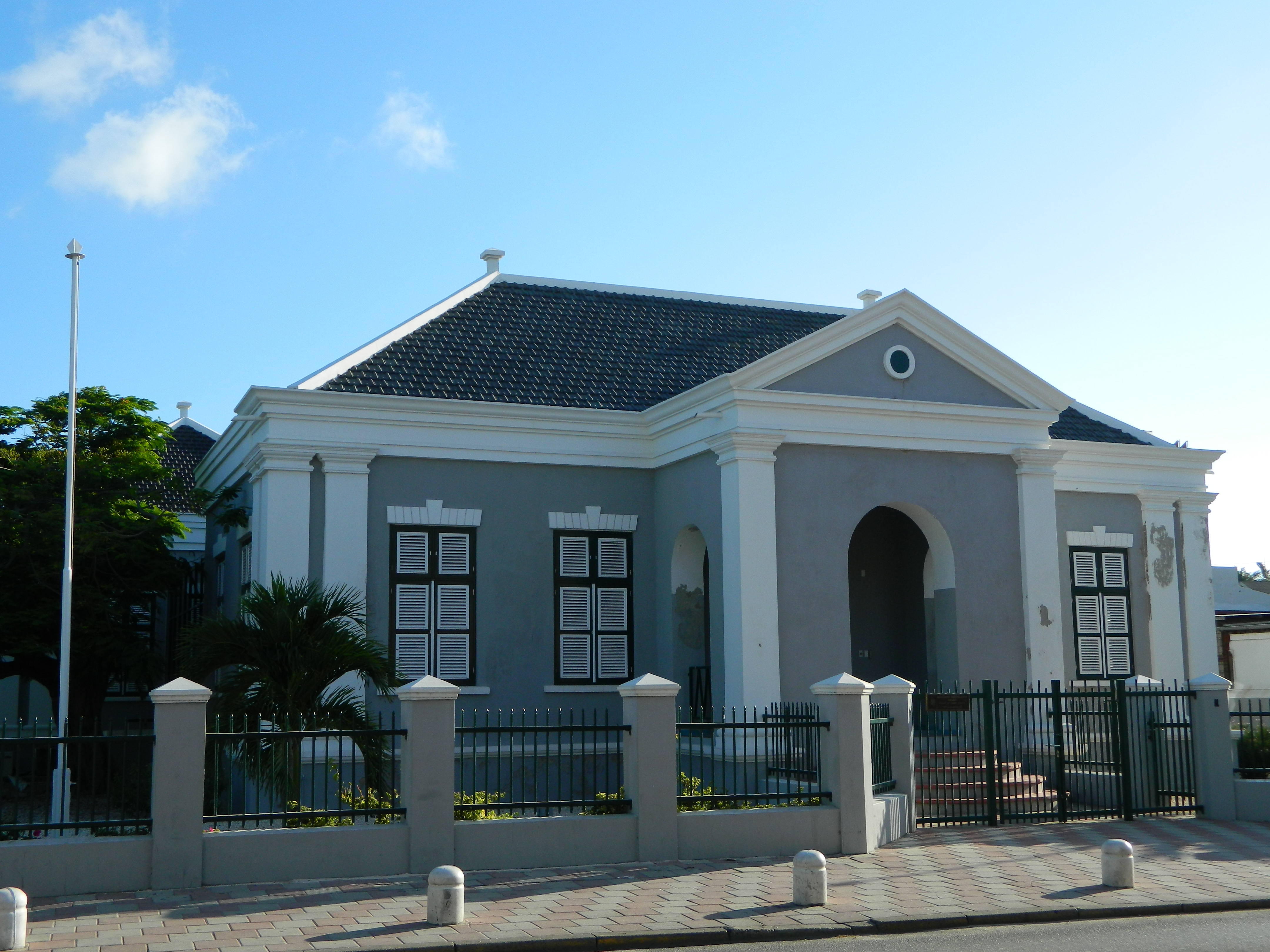
Rückseite

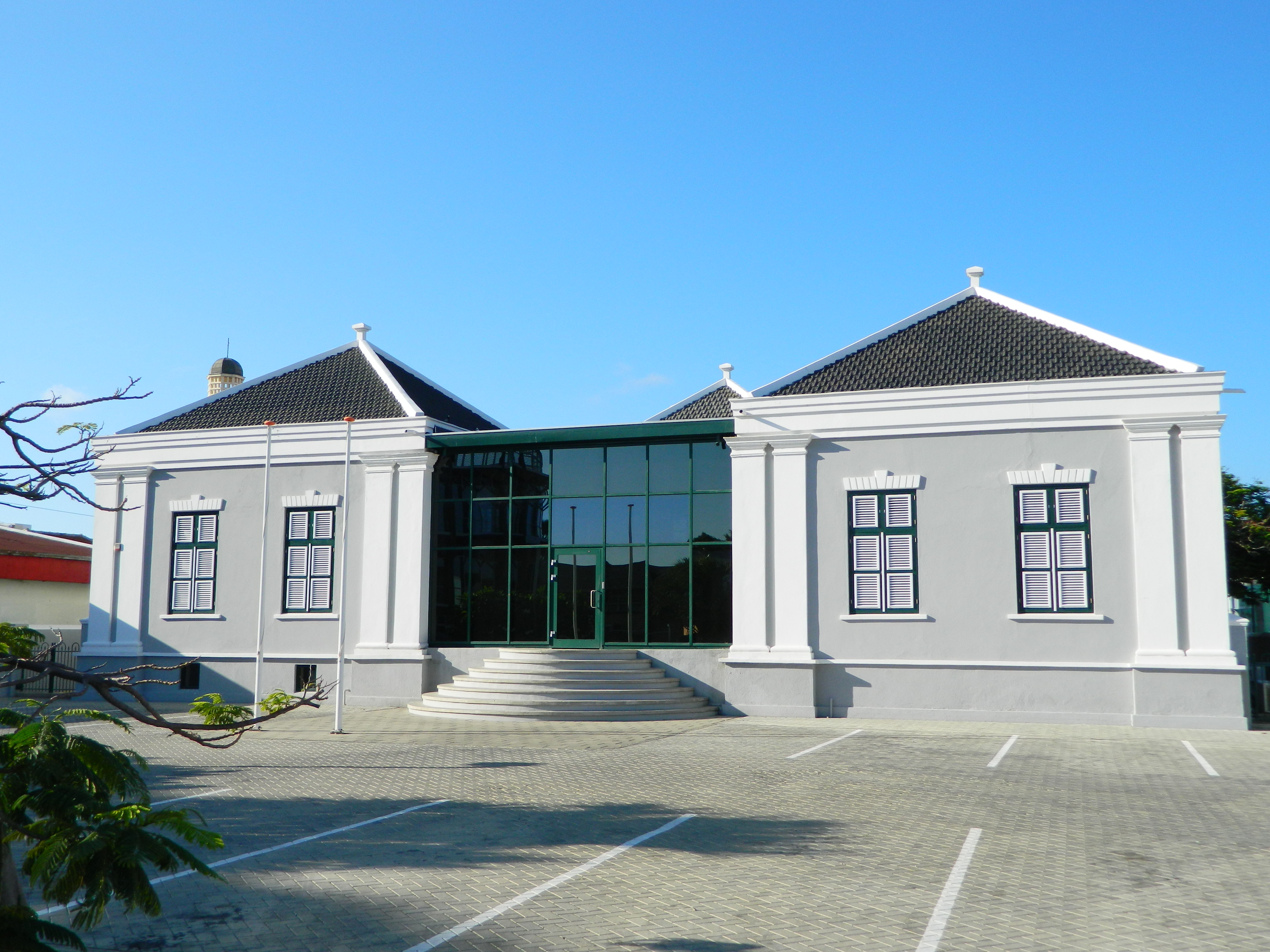
Haupteingang School 1888 heute, mit verglaster Säulenhalle

Das Objekt School 1888, ursprünglich als Juliana School bekannt, ist ein denkmalgeschütztes und saniertes Gebäude in Oranjestad (Aruba).

## Geschichte
Das Gebäude war die erste öffentliche Grundschule auf Aruba. Es wurde von Antoine Martis (1837–1894), Leiter der Bauabteilung Curacao, im spätklassizistischen Stil entworfen und zwischen 1887 und 1888 erbaut. Die Eröffnung war am 5. März 1888. Die Toilettenanlagen und der eingezäunte und überdachte Schulhof wurde um 1900 von Johannes Scheurman dazu gebaut. 1920 bis 1922 wurde der Südflügel errichtet. Die Schule wurde am 16. Dezember 1921 durch eine Regierungsverordnung zur "Prinses Margriet School" umbenannt.
Im Zweiten Weltkrieg wurden neben dem Gebäude Unterkünfte und Einrichtungen für das Militär errichtet, und der gesamte Komplex diente als Quartier für den nationalen Katastrophenschutz in Oranjestad.
Ende 1953 bis Mitte 1955 wurde das alte Gebäude grundlegend restauriert und rekonstruiert, um die öffentliche Bibliothek dort unterzubringen. Der Südflügel wurde mit einem Satteldach, der Mittelteil zwischen dem nördlichen und südlichen Flügel mit einem Walmdach versehen. Die ehemaligen Wassertanks wurden teilweise abgelassen und als Keller und Lagerräume genutzt. Eine zentrale Säulenhalle wurde, im Stil und Design ähnlich dem Nordeingang, 1982 vor der Südfassade gebaut. Somit hatte von diesem Moment an das Gebäude zwei Haupteingänge. Anfang 2000 wurde das Innere des Gebäudes fast vollständig angepasst und der Haupteingang der Säulenhalle verglast. Der Nord- und Südflügel entsprechen dem ursprünglichen Entwurf. 2004 wurde der Komplex umgebaut und ist heute Sitz der Rechnungskammer (Rechnungshof) von Aruba.